# Bluz
Bluz je vokalni i instrumentalni oblik muzike, koji svoje korene ima u američkoj muzici 19. veka. Prvih decenija prošlog veka izlazi iz anonimnosti i prodire u šire krugove američke i kasnije svetske kulture.

## Glavna obeležja

### Stilsko i kulturno poreklo
Postoji nekoliko obeležja koja su svojstvena svoj bluz muzici, jer taj žanr uzima oblik posebnosti svakog pojedinog izvođača. Neka obeležja je bluz dugo imao pre stvaranja modernog bluza. Rani oblik muzike nalik bluzu bili su uzvici poziva i odgovora u kojima se viđa „funkcionalna izražajnost ... stil bez pratnje harmonije i neobuzdan formalnostima bilo koje pojedine muzičke strukture.“ Oblik ovog „predbluza“ mogao se čuti u radnim pesmama i povicima robova, proširen u „jednostavne solo pesme krcate emocionalnim sadržajem“. Bluz kakav je sada, može se percipirati kao muzički stil utemeljen na evropskoj harmonijskoj strukturi, s tradicijom zapadnoafričke tradicije poziva i odgovora, preoblikovan u međuigru vokala i gitare.
Mnogi elementi bluza, kao što je oblik poziva i odgovora i upotreba plavih nota mogu se naći u afričkoj muzici. Silvijan Diouf ukazala je na nekoliko specifičnih obeležja kao što su melizmatika, valovita, nazalna intonacija koja sugeriše vezu između bluza i muzike zapadne i središnje Afrike. Etnomuzikolog Gerhard Kubik verojatno je prvi koji je primetio kako određeni elementi bluza vuku korene iz muslimanske muzike zapadne i središnje Afrike.
Žičani instrumenti (koje su preferirali ljudi porobljeni iz muslimanskih regija Afrike...) su uopšteno bili dopušteni jer su ih robovlasnici smatrali bliskima europskim instrumentima kao što je violina. Tako su porobljeni ljudi koji su uspevali da naprave bendžo ili kakav drugi instrument mogli više svirati javno. Ova solistički orijentisana „robovska muzika“ imala je elemente arapsko-muslimanskog pevačkog stila koji je vekovima bio utisnut muslimanskom prisutnošću u zapadnoj Africi, kaže Gerhard Kubik.
Kubik je takođe napomenuo kako je tehnika sviranja gitare u Misisipiju uključivala korištenje oštrice noža, što je u svojoj autobiografiji zabeležio V.C. Handi, te da i to korespondira sa sličnim sviračkim tehnikama u kulturama zapadne i središnje Afrike. Didlijev luk je jednožičani instrument kućne izrade za koji se tvrdi da je bio uobičajen na američkom Jugu u ranom dvadesetom veku, a napravljen je po uzoru na afrički instrument, što je pomoglo prenašanju afričke tehnike muziciranja u rani instrumentalni vokabular bluza.
Kasnije je bluz „etiopskih arija“, minstrelskih predstava, crnačke duhovne muzike, uključujući i instrumentalnu i harmonijsku pratnju. Stil je takođe vrlo blizak ragtimeu koji se razvio u otprilike isto vreme, iako je bluz bolje očuvao „originalnu melodijsku strukturu afričke muzike“.
Pesme bluez iz tog razdoblja, kao što su snimci Ledbelija i Henrija Tomasa pokazuju mnoge različite strukture. Oblici od 12 taktova (12-bar), 8 i 16 taktova koji su bazirani na tonici, subdominantnom i dominantnom akordu postale su na kraju najčešće. Ono što se danas prepoznaje kao 12-taktni blues zapisano je u usmenoj istoriji i notnim zapisima, a pojavljuje se u afroameričkim zajednicama u području oko reke Misisipi, u Memfisu u Tenesiju, kao i belačkim muzičkim grupama u Nju Orleansu.

### Tekstovi
Prvotna lirska forma bluesa je verojatno bio jedan stih ponovljen tri puta. Tek kasnije je današnja, i najčešća struktura od jednog stiha ponovljenog dvaput, nakon čega sledi zaključni stih, postala standardna. Ovi stihovi najčešće su pjevani uz ritmičan govor, nego uz melodiju.
Rani blues često je uzimao oblik slobodnog pripovedanja. Pevač je često glasom izražavao svoje „lične jade u svetu surove stvarnosti: izgubljena ljubav, okrutnost policajaca, ugnjetavanje od strane belaca i uopšteno teška vremena“. Mnogi od najstarijih snimaka bluza sadrže odlučne, realistične stihove koji su bili u kontrastu s većim delom muzike snimane u to doba. Npr., pesma "Down in the Alley" Memfis Mini govori o prostitutkinom seksu s muškarcem u mračnoj ulici.
Takva muzika nazivana je „gut-bucket“ bluz, pojam koji se odnosi na vrstu bas instrumenta kućne izrade napravljene od metalne kante u kojoj su se čistila svinjska creva - hrana koju se veže uz ropstvo. Pesme „gut-bucket“ bluza u pravilu su prizemljene, o teškim i uzavrelim odnosima između muškarca i žene, lošoj sreći i teškim vremenima. Zbog toga, i zbog mesta na kojima se izvodila takva muzika - u prljavim barovima s grubijanima i ostalim gostima sumnjivog morala, bluz muzika je zadobila nemio ugled; vernici su je se klonili, a propovednici su je proklinjali.
Bluzom dominira ljubavna tematika pisana u muzičkoj formi od 12 taktova i prema tekstu podeljenom na strofe od po tri stiha, pri čemu je drugi identičan s prvim kao

Woke up this morning with the blues down in my soul

Woke up this morning with the blues down in my soul

Saying "My baby gone and left me, got a heart as black as coal

U bluzu se retko peva o sreći i zadovoljstvu, on je poezija čežnje, rastanaka i očekivanja, ličnih katastrofa i padova. Govori o ljubavi zrelih ljudi, čija je ljubav ili jednostavna privrženost nastala s godinama, ili probuđena strast muškarca i žene. Ženska nevera u bluzu je vrlo često prihvaćena kao nužnost i neizbežnost o kojoj se uz igru reči peva na sasvim pomirljiv način.
Bluz pesme govore o ljudima koji se ne mogu zadržati na jednom mjestu, već stalno negdje odlaze, beže od svega i svačega. Tako su zahvaljujući migracijama crnačkog stanovništva bluzom opevana putovanja vozom, drumovima, brodovima.
Čiste socijalne teme su vrlo retke u bluzu, ali i o njima se peva kao i o svim sitnim realnostima svakodnevnice.
Istaknuti primer politički vrlo angažiranog bluza je pevač J.B. Lenor (engl. J.B. Lenoir), koji je pevao o nepravdi, rasizmu i vojnicima u vijetnamskom ratu:

I never will go back to Alabama, that is not the place for me (2x)

You know they killed my sister and my brother,

and the whole world let them peoples go down there free

ili deprimirajući Rođen mrtav (engl. Born Dead):

Every black child born in Mississippi,

You know that poor child was born dead.

A njegovu smrt je opevao Džon Majal (engl. John Mayall) u pesmi Smrt J.B. Lenora (engl. Death of J. B. Lenoir).
Uz sve nevolje koje je bluz opisivao i silne neprilike u koje su dolazili njegovi likovi na svojim besciljnim putovanjima, naravno da se razvio i takozvani zatvorski bluz (engl. Jailhouse Blues), koji bi se mogao čak smatrati podvrstom bluza kojeg nalazimo kod mnogih izvođača.
Bluz predstavlja neizbežnost i nužnost, on nikada ne gubi vezu sa životom i uvek govori o pojedinačnom iskustvu ili doživljaju.
Za talas oduševljena prema bluzu zaslužni su Bluz braders (engl. The Blues Brothers), bend kojeg su vodila dva komičara Džon Beluši i Den Akrojd. Oni su bili članovi originalnog sastava televizijskog NBC šoua Uživo subotom uveče (engl. Saturday Night Live), na kojem su kasnije i prvi put nastupili pod imenom Blues Brothers 1977. godine. Sa svojim konceptom su imali toliko uspeha i zadovoljstva, da su počeli nastupati i izvan emisije, a na kraju su snimili i istoimeni film. Bez obzira na ime, većina pesama Blues Brothersa su bili soul i R&B klasici.

### Muzički stil
Tokom prvih dekada dvadesetog veka, progresija akorda u blues muzici nije bila jasno definisana. Bilo je mnogo pesama u 8-taktnoj formi kao npr. „How Long Blues“, „Trouble in Mind“ i pjesma Big Bila Brunzija „Key to the Highway“. Takođe postoje i primeri 16-taktnog bluza, kao u instrumentalu Raja Čarlsa „Sweet 16 bars“ i „Watermelon Man“ Herbija Hankoka. Ličnije forme kao npr. progresija od 9 taktova susreću se ređe, npr. „Sitting on top of the world“ Hauling Vulfa. Osnovna forma tekstova s 12 taktova muzike odražava standard iste harmonijske progresije, u meri 4/4 ili ređe 2/4. Slow blues često se izvodi u meri 12/8 (4 doba po taktu sa 3 po doba).
Do 1930-ih je 12-taktni bluz postao standardniji. Muzika povezana s takvim oblikom obično se sastoji od grupa tri različita akorda svirana u 12 taktova:
| I  | I ili IV | I | I       |
| IV | IV       | I | I       |
| V  | IV       | I | I ili V |

gde rimski brojevi označavaju lestvični stupanj akorda. To znači, ako se svira u tonalitetu C, akordi bi bili sledeći:
| C | C ili F | C | C       |
| F | F       | C | C       |
| G | F       | C | C ili G |

(Kada se akord IV svira u 2. taktu, bluz se zove „Quick-Change blues“).
U ovom primeru, C je tonika, F subdominanta. Treba uočiti kako se akordi većinom sviraju u septakordnoj formi. Često je poslednji akord dominantan (V, u ovom slučaju G) preokret (turnaround) koji služi kao prelaz na početak iduće progresije.
Tekst se uopšteno završava na desetom taktu, ili prvom dobu jedanaestog takta, a zadnja dva takta služe instrumentalistu kao kratki odmor; harmonija tog preokreta može biti izrazito kompleksna, ponekad se sastoje od tonova koji prkose svakoj harmonijskoj analizi. Poslednja doba, gotovo uvek čvrst dominantni septakord, pruža napetost pri prelazu u sledeću strofu.
Melodijski, bluz karakteriše upotreba snižene terce, kvinte i male septime (tzv. „plave note“ ili „savijene note“ - bent ili blue notes) dotične dur lestvice. Ti tonovi mogu zameniti prirodne lestvičine tonove ili biti dodati lestvici, kao što je primer u pentatonskoj mol bluz lestvici, gde snižena terca zamenjuje prirodnu, snižena septima prirodnu septime, a snižena kvinta dodaje se između prirodne kvarte i prirodne kvinte. Iako se 12-taktna harmonijska progresija neprekidno koristila vekovima, revolucionaran aspekt bluza bio je u čestoj upotrebi sniženih terce, septime, a katkad i snižene kvinte u melodiji, zajedno sa sviranjem susednih nota istovremeno, npr. ukrasnim notama.
Dok klasični muzičar generalno svira ukrasnu notu odvojeno, bluz pevač ili svirač će izvesti glisando, spajajući dva tona i zatim otpuštajući ukrasni. U progresijama u bluzu, tonički, subdominanti i dominantni akordi često se sviraju u dominantnim septakordima, jer je snižena septima važna komponenta bluz lestvice. Bluz se takođe povremeno izvodi u molskom tonalitetu. Lestvica se ne razlikuje puno od tradicionalnog mola, osim po povremenoj upotrebi snižene kvinte u tonici koja se često peva ili svira zajedno s čistom kvintom u harmoniji.
- Izvođenje pesme „Ball and Chain“ Dženis Džoplin uz pratnju Big Brother and the Holding Company primer je te tehnike.
- Molski bluz je često strukturiran u 16 taktova, pre nego 12, u stilu gospel muzike, kao npr. u pesmama „St. James Infirmary Blues“ i „My Man Rocks Me“ Triksi Smit.
- Ponekad se u bluz tonalitetu koristi i dorska lestvica sa sniženim tercom i septimom, ali velikom sekstom.

„Shuffle ritam“ (ritamsko sredstvo u kojemu je prva nota u paru naglašena, a druga nenaglašena, bilo trajanjem, melodijom i sl.) pojačava transni ritam poziva i odgovora, i stvara ponavljajući efekt zvan „groove“. Najjednostavniji takvi primeri često se koriste u posleratnom električnom bluzu, рокенролу i ranom bebopu s niskim gitarskim rifovima od tri tona, koji zajedno s basom i bubnjevima stvara atmosferu „groove“. „Hodajući bas“ je drugo sredstvo koje pomaže da se stvori „groove“. Poslednji takt akordne progresije obično prati preokret koji čini prijelaz na početak iduće.
„Shuffle ritam“ često se vokalizuje kao „dam, da, dam, da dam, da“, budući da se sastoji od nejednakih, tzv. „swung“ osmina. Na gitari se to može izvesti kao jednostavan odmeren bas, ili, uz praćenje ritma, kretanje od kvinte do sekste pojedinog akorda i nazad. Primer se nalazi niže na tablaturi prvih nekoliko taktova bluz progresije u E tonalitetu:
```
   E7                  A7                  E7                  E7
E |-------------------|-------------------|-------------------|-------------------|
B |-------------------|-------------------|-------------------|-------------------|
G |-------------------|-------------------|-------------------|-------------------|
D |-------------------|2--2-4--4-2--2-4--4|-------------------|-------------------|
A |2--2-4--4-2--2-4--4|0--0-0--0-0--0-0--0|2--2-4--4-2--2-4--4|2--2-4--4-2--2-4--4|
E |0--0-0--0-0--0-0--0|-------------------|0--0-0--0-0--0-0--0|0--0-0--0-0--0-0--0|
```

Bluz u džezu bitno je različit od bluza u drugim vrstama muzike, kao što su rok, rokenrol, soul, fank i bluz kao zaseban žanr. Džez bluz po pravilu pri 9. i 10. taktu svoje forme ostaje u dominantnom (V) akordu, naglašavajući rezoluciju dominanta - tonika, za razliku od one subdominanta - tonika tradicionalne strukture bluesa. Ova završna kadenca V-I prolazi kroz mnogo varijacija, najosnovnija od kojih je progresija ii-V-I u taktovima 9, 10 i 11. Od te tačke i progresija s dominantom (ii-V) i resolucija (I) mogu se izmeniti ili zameniti gotovo u beskraj, uključujući i varijaciju bez korištenja tonike uopće (taktovi 9-12: ii | V | ii, iv | ii, V|). U ovom slučaju, taktovi 11 i 12 funkcionišu kao prošireni preokret prema sledećem refrenu.

## Istorija
Prvi opisi bluza mogu se pronaći tek u tekstovima putopisaca, koji su na putovanjima američkim jugom opisivali pesme Afroamerikanaca, koji su uz tu ritmičku muziku sebi olakšavali rad na plantažama.
Među prvim objavljenim bluz kompozicijama s fiksiranim tekstom i potpisom autora smatra se delo Memfis bluz (engl. Memphis Blues), od Vilijama Hendija (engl. William Christopher Handy), kojeg su nazivali i "ocem bluza" iz 1912. godine. Sledeće godine je ponovno objavljena, u novoj verziji, i s novim tekstom bliža tradicionalnom obliku bluza u formi od 12 taktova. Prava na tu pesmu je prodao za 100 dolara, a iste godine objavljuje Sent Luis Bluz (engl. St. Louis Blues), i zatim (engl. Hesitation Blues). Nakon što je objavio (engl. Beale Street Blues), (1916) g. seli se u Njujork gde se nadao da će imati bolje uslove za rad i u kojem je otvorio sopstvenu izdavačku kuću Hendi rikord kompani (engl. Handy Record Company). Godine 1926. objavio je bluz antologiju (engl. Blues: An Anthology: Complete Words and Music of 53 Great Songs), verovatno prvi pokušaj ukupnog dokumentovanja bluza.
Bluz je preko Handijevih dela stigao i do Evrope i to zahvaljujući američkim vojnim orkestrima, koji su pratili američke vojnike za vreme prvih meseci Prvog svjetskog rata. Tako je u Evropi počeo da se razvija stilizovani bluz, a među prvima su ga prihvatili francuski kompozitori Darijus Milhad (fr. Darius Milhaud) i Moris Ravel (fr. Maurice Ravel).
Godine 1920. izdata je ploča sa Mami Smit (engl. Mamie Smith), koja je prvi gramofonski snimak crnog izvođača bluza. Prve pesme su postigle relativan uspeh pa su snimljene i druge dve (engl. Crazy Blues) i (engl. It's Right Here For You), (engl. If You Don't Get It), (engl. Tain't No Fault of Mine), koje su postigle opšti uspeh i s time započinje era "klasičnog bluza", karakteristična po pevačima bluza koje prate džez muzičari poput Kinga Olivera, Luisa Armstronga, Sidneyja Becheta, Charliea Greena.
Urbani velegradski bluz razvija se u crnačkim zajednicama posle Drugog svetskog rata kao manje više samostalna bluz umetnost, koja u početku nije imala nikakve veze s džezom ili zabavnom muzikom i da bi umjesto "Race Records" s vremenom postala "Rhythm and Blues" (RnB) i podloga za novi muzički žanr 1950ih "Rock and roll" (rock 'n' roll).

## Plesanje bluza
Osnovni korak bluza je vrlo jednostavan. Praktično je to koračanje na svaki muzički bit ili sporije, sa pauzama ili bez. Sastoji se od 8 koraka. Prva četiri koraka su bočno u desnu stranu, korak napred i četiri koraka u levu stranu. Za devojke je to obrnuto. Figure se igraju posle petog koraka, kada se figura završi nastavi se osnovni korak od šest do osam.
Ovaj ples se uslovno klasifikuje kao standardni ples zbog zatvorenog stava i bliskog kontakta, telo uz telo, među partnerima. Bluz pre svega predstavlja društveni ples.
Međutim, može se igrati totalno bez pravila i osnovnog koraka uz uslov da se krećete u ritmu, na takav način da napravite korak na svaki muzički bit. Čak i ovo možete improvizovati i praviti korake na svaki drugi, praviti pauze itd. Po tome je sličan latino plesu merenge.
Vrlo često je to ples sow nastupa, sa akrobacijama iako je muzika spora ili relativno brza.
Retko se uči u plesnim školama iako je idealna osnova za učenje drugih standardnih plesova. Plesači zbog sporog ritma vrlo lako nauče kretanje u paru i plesni stav. Na plesnim večerima se retko pusta bluz muzika. Međutim, ovo je ples koji možete igrati na različite muzičke ritmove, rumbu, foxtrot, disko, svaku laganu sentimentalnu muziku, bachatu itd. Drugi naziv mu je i Sentis.
Osnovne karakteristike su mu jednostavnost, improvizacija i široka primenjivost. Ovo je definitivno najprimenjiviji ples van plesnih škola i plesnih zabava.

## Rani kantri bluz
- Barbecue Bob (1902—1931)
- Blind Blake (1893—1933)
- Big Bill Broonzy (1893/1898—1958)
- Ida Cox (1896—1967)
- Gary Davis (1896—1972)
- Sleepy John Estes (1904—1977)
- Blind Boy Fuller (1908—1941)
- Jesse Fuller (1896—1976)
- Son House (1886/1902—1988)
- Alberta Hunter (1895—1984)
- Mississippi John Hurt (1893—1966)
- Skip James (1902—1969)
- Blind Lemon Jefferson (1893—1929)
- Blind Willie Johnson (1902—1945)
- Lonnie Johnson (1894—1970)
- Robert Johnson (1909/1912—1938)
- Tommy Johnson (1896—1956)
- Louis Jordan (1908—1975)
- Leadbelly (1885—1949)
- Furry Lewis (1899—1981)
- Mance Lipscomb (1895—1976)
- Cripple Clarence Lofton
- Fred McDowell (1904—1972)
- Brownie McGhee (1915—1996)
- Blind Willie McTell (1901—1959)
- Memphis Blues Band
- The Memphis Jug Band
- Big Maceo Merriweather
- Memphis Minnie (1897—1973)
- Charlie Patton (1893—1934)
- Ma Rainey (1886—1939)
- Tampa Red (1904—1981)
- Bessie Smith (1894—1937)
- Mamie Smith (1883—1946)
- Victoria Spivey
- Frank Stokes (1888—1955)
- Sonny Terry (1911—1986)
- Bessie Tucker
- Sippie Wallace (1898—1986)
- Washboard Sam
- Peetie Wheatstraw (1902—1941)
- Bukka White (1909—1977)
- Josh White (1914. ili 1915—1969)
- Sonny Boy Williamson I (1914—1948)

## Rani urbani bluz
- Gladys Bentley (1907—1960)
- Lucille Bogan (1897—1948)
- Thomas A. Dorsey (1899—2099)
- Lil Green (1919—1954)
- Lucille Hegamin (1894—1970)
- Alberta Hunter (1895—1984)
- Ma Rainey (1886—1939)
- Clara Smith (1894—1935)
- Mamie Smith (1883—1946)
- Bessie Smith (1894—1937)
- Ethel Waters (1896—1977)

## Džez - bluz pre Drugog svetskog rata
- Albert Ammons (1907—1949)
- Louis Armstrong (1901—1971)
- Sidney Bechet (1897—1959)
- Leroy Carr (1905—1935)
- Floyd Dixon
- Johnny Dodds (1892—1940)
- Champion Jack Dupree (1909—1992)
- Ivory Joe Hunter
- St. Louis Jimmy Oden (1903—1977)
- Little Brother Montgomery (1906—1985)
- Joe McCoy (1905—1950)
- Papa Charlie McCoy (1909—1950)
- Jay McShann
- Jelly Roll Morton (1890—1941)
- Jimmy Rushing (1902—1972)
- Roosevelt Sykes (1906—1983)
- Big Joe Turner (1911—1985)
- Sam Taylor
- T-bone Walker (1910—1975)
- David Honeyboy Edvards (1915)

## Moderni bluz posle 1950-e godine
- Lonnie Brooks
- Clarence Gatemouth Brown (1924—2005)
- Eric Clapton (rođen 1945)
- Albert Collins (1932—1993)
- Robert Cray (rođen 1953)
- Fabulous Thunderbirds
- Ted Hawkins
- John Lee Hooker (1917—2001)
- Colin James (rođen 1964)
- Etta James (rođena 1938)
- B. B. King (rođen 1925)
- Freddie King (1934—1976)
- John Mayall (rođen 1933)
- Keb' Mo' (rođen 1951)
- Rufus Thomas (1917—2001)
- Stevie Ray Vaughan (1954—1990)
- Kazumi Watanabe (rođen 1953)
- Johnny Winter (rođen 1944)

## Bluz u rok-u kasnih 1960-ih
- Allman Brothers Band
- The Animals
- Captain Beefheart
- Canned Heat
- Cream
- Creedence Clearwater Revival
- Fleetwood Mac
- Free
- Hot Tuna
- Jimi Hendrix
- Johnny Winter
- Raj Kuder
- Humble Pie
- Janis Joplin (1943—1970)
- Alexis Korner
- Led zepelin
- John Mayall & the Bluesbreakers
- The Rolling Stones
- The Fabulous Thunderbirds
- Santana
- Taste i Rory Gallagher
- Ten Years After
- Van Morrison
- The Yardbirds
- ZZ Top

## Bluz od 1990-e
- Ana Popovic (rođena 1976)
- Tab Benoit (rođen 1967)
- Deanna Bogart (rođena 1960)
- Kenny Brown
- R. L. Burnside (1926—2005)
- Tommy Castro (rođen 1959)
- Joanna Connor (rođena 1962)
- Chris Duarte (rođen 1964)
- Ronnie Earl (rođen 1953)
- Tinsley Ellis (rođen 1957)
- Sue Foley (rođena 1968)
- Anson Funderburgh (rođen 1954)
- Anthony Gomes (rođen 1975)
- Alvin Youngblood Hart (rođen 1965)
- Jeff Healey (rođen 1966)
- Colin James
- Gene Kelton
- Junior Kimbrough (1930—1998)
- Chris Thomas King (rođen 1964)
- Jonny Lang (rođen 1981)
- Harry Manx
- Keb Mo' (rođen 1951)
- Coco Montoya
- Kenny Neal (rođen 1957)
- North Mississippi All Stars
- Asie Payton (1937—1997)
- Kelly Joe Phelps
- Kenny Wayne Shepherd (rođen 1976)
- Susan Tedeschi (rođena 1970)
- Jimmy Thackery (rođen 1953)
- Joe Louis Walker (rođen 1949)
- William Elliott Whitmore

## Literatura
- Плесање блуза - Плесна школа ARMY DANCE - plesnaskola.rs Дозвола за објављивање - Овлашћење
- Barlow, William (1993). „Cashing In”. Split File: African Americans in the Mass Media: 31.
- Bransford, Steve (2004). "Blues in the Lower Chattahoochee Valley" Southern Spaces.
- Clarke, Donald (1995). The Rise and Fall of Popular Music. St. Martin's Press. ISBN 978-0-312-11573-9.
- Lawrence Cohn, ур. (1993). Nothing but the Blues: The Music and the Musicians. Abbeville Publishing Group (Abbeville Press, Inc.). ISBN 978-1-55859-271-1.
- Dicaire, David (1999). Blues Singers: Biographies of 50 Legendary Artists of the Early 20th Century. McFarland. ISBN 978-0-7864-0606-7.
- Ewen, David (1957). Panorama of American Popular Music. Prentice Hall. ISBN 978-0-13-648360-1.
- Ferris, Jean (1993). America's Musical Landscape. Brown & Benchmark. ISBN 978-0-697-12516-3.
- Garofalo, Reebee (1997). Rockin' Out: Popular Music in the USA. Allyn & Bacon. ISBN 978-0-205-13703-9.
- Herzhaft, Gérard; Harris, Paul; Debord, Brigitte (1997). Encyclopedia of the Blues. University of Arkansas Press. ISBN 978-1-55728-452-5.
- Komara, Edward M. (2006). Encyclopedia of the Blues. Routledge. ISBN 978-0-415-92699-7.
- Kunzler, Martin (1988). Jazz Lexikon (на језику: German). Rohwolt Taschenbuch Verlag. ISBN 978-3-499-16316-6.
- Morales, Ed (2003). The Latin Beat. Da Capo Press. ISBN 978-0-306-81018-3.
- Oliver, Paul; Wright, Richard (1990). Blues Fell This Morning: Meaning in the Blues. Cambridge University Press. ISBN 978-0-521-37793-5.
- Palmer, Robert (1981). Deep Blues. Viking. ISBN 978-0-670-49511-5.
- Schuller, Gunther (1968). Early Jazz: Its Roots and Musical Development. Oxford University Press. ISBN 978-0-19-504043-2.
- Southern, Eileen (1997). The Music of Black Americans. W. W. Norton. ISBN 978-0-393-03843-9.
- Curiel, Jonathan (15. 8. 2004). „Muslim Roots of the Blues”. SFGate. Архивирано из оригинала 5. 9. 2005. г. Приступљено 24. 8. 2005.
- Brown, Luther. "Inside Poor Monkey's", Southern Spaces, June 22, 2006.
- Dixon, Robert M.W.; Godrich, John (1970). Recording the Blues. London: Studio Vista. ISBN 289-79829-9 Проверите вредност параметра |isbn=: length (помоћ).. 85 pp. .
- Oakley, Giles (1976). The Devil's Music: A History of the Blues. London: BBC. стр. 287. ISBN 978-0-563-16012-0.
- Keil, Charles (1991) [1966]. Urban Blues. Chicago: University of Chicago Press. ISBN 978-0-226-42960-1.
- Oliver, Paul (1998). The Story of the Blues (new изд.). Northeastern University Press. ISBN 978-1-55553-355-7.
- Oliver, Paul (1965). Conversation with the Blues, Volume 1. New York: Horizon Press. ISBN 978-0-8180-1223-5.
- Rowe, Mike (1973). Chicago Breakdown. Eddison Press. ISBN 978-0-85649-015-6.
- Titon, Jeff Todd (1994). Early Downhome Blues: A Musical and Cultural Analysis (2nd изд.). University of North Carolina Press. ISBN 978-0-8078-4482-3.
- Welding, Peter; Brown, Toby, ур. (1991). Bluesland: Portraits of Twelve Major American Blues Masters. New York: Penguin Group. 253 + [2] pp. ISBN 978-0-525-93375-5.

## Spoljašnje veze
- Mother of all blueslinks kolekcija
- Bluz na veb-sajtu  (језик: енглески)